# Madeleine Beley
Madeleine Beley, née le 4 juillet 1900 à Étupes (Doubs) et morte le 7 mars 1994 à Sèvres (Hauts-de-Seine), est une pionnière du scoutisme féminin français, commissaire internationale et membre de la première équipe nationale de la Fédération française des éclaireuses. Elle est la fondatrice, en 1950, du foyer international du scoutisme féminin français, La Nef.

## Biographie
Madeleine Beley est la fille d'un pasteur et d'une infirmière. Ses parents étant morts prématurément, elle grandit en Suisse chez une tante,. De confession protestante, elle étudie à l'Institut des Ministères Féminins de Genève, qui forme des assistantes de paroisse et des missionnaires, et devient assistante de paroisse à Roubaix. 

### Membre de la "Main", première équipe dirigeante des éclaireuses
Dans le Nord, elle découvre les débuts du scoutisme féminin au sein de la Fédération Française des Eclaireuses (FFE), et y fonde des unités d'éclaireuses dans la section unioniste. 
Elle devient rapidement membre de la première équipe nationale, surnommée la Main (en référence aux cinq doigts de la main), en 1924 ou 1928, aux côtés de Violette Mouchon, Marguerite Walther, Georgette Siegrist, et Renée Sainte-Claire Deville. Cette équipe est considérée comme le groupe des fondatrices du scoutisme féminin en France, avec Antoinette Butte.
Elle soutient particulièrement le développement de l'extension, c'est-à-dire la création d'une adaptation du scoutisme pour les éclaireuses malades ou handicapées, et siège au conseil d'administration de l'Association pour l'extension du scoutisme qui réunit à partir de 1936 la FFE, les Éclaireurs de France et les Éclaireurs unionistes de France. Sous le nom d'« Éclaireuses malgré tout (EMT) », des groupes se développent, menés notamment par Jeanne Frémont et Denise Hourticq. Dans le prolongement de la dynamique autour de l'hôpital maritime de Berck, Madeleine Beley participe en 1952 à la création par la FFE et les Guides de France d'un foyer pour les filles malades ou handicapées pratiquant le scoutisme, devenu le Foyer International d’Accueil et de Culture de Berck,. 
En tant que commissaire nationale adjointe, elle est chargée en 1938 d'organiser un Comité d'aide aux réfugiés espagnols à Paris, au nom de la FFE. A la déclaration de guerre, elle est chargée de la zone occupée avec Marguerite Walther et Violette Mouchon, et poursuit ses déplacements à bicyclette pour visiter et accompagner les unités sur le terrain. Elle plaide pour l'acceptation de la dissolution de la section israélite en zone Nord pour pouvoir garder les éclaireuses juives dans la FFE sous couvert des autres sections.  
Elle participe à l'implication de la Fédération française des éclaireuses dans la formation naissante des monitrices de colonies de vacances, et contribue dans cette optique à la fondation des CEMEA en 1938. Elle dirige la revue Le Trèfle, destiné aux cheftaines et cadres de la FFE, de 1960 à 1965.

### Commissaire internationale de la Fédération française des éclaireuses
Outre ses fonctions de commissaire nationale adjointe, Madeleine Beley est commissaire internationale, responsable des relations internationales de la Fédération française des éclaireuses dès l'origine, et représente la Fédération au congrès constitutif de l'Association mondiale des guides et éclaireuses (AMGE) en Hongrie en 1928. Elle est ensuite membre du bureau mondial de l'AMGE. 
Bien qu'appartenant à la section unioniste, elle défend avec succès au niveau mondial la possibilité pour les éclaireuses neutres françaises de prononcer leur promesse « au nom d'un Idéal », et non « devant Dieu ». 
Dans les années 1930, elle est également à l'origine au sein de l'Association mondiale des guides et éclaireuses d'un groupe de réflexion nommé Quo Vadis, réunissant des cheftaines de douze pays pour réfléchir à la manière de faire vivre l'idéal du guidisme en l'adaptant aux différentes pays, dans un contexte de montée des nationalismes. Le groupe débouche sur l'affirmation de l'éducation à la paix comme mission du guidisme et de l'ouverture et du partenariat avec d'autres structures comme méthode de l'Association mondiale des guides et éclaireuses pour bénéficier au maximum à l'émancipation des filles.
En 1945, elle fait partie de la délégation qui accompagne Olave Baden-Powell, chef guide mondiale, lors de sa tournée en France en 1945. En 1950, elle est la fondatrice du foyer international du scoutisme féminin français de la Nef, à Paris, qui accueille des éclaireuses et guides étrangères en visite à Paris,.